# Steve von Bergen
Steve von Bergen (* 10. Juni 1983 in Neuenburg) ist ein ehemaliger Schweizer Fussballspieler. Er steht seit 2013 beim BSC Young Boys unter Vertrag, als Abwehrspieler bis 2019, danach im Nachwuchs und seit 2022 als Sportchef.

## Karriere

### Vereine

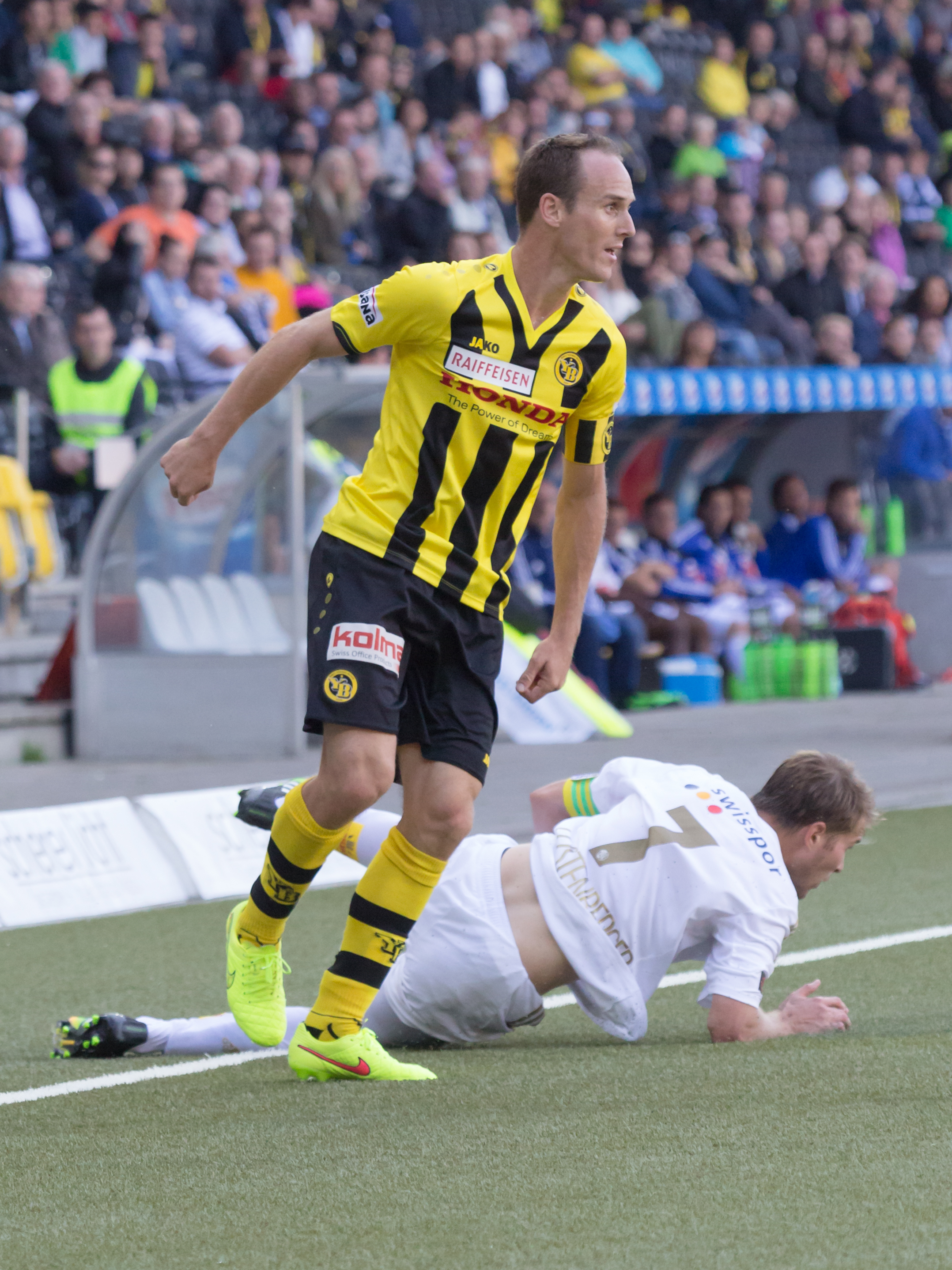
Steve von Bergen 2014 im Dress des BSC Young Boys

Von Bergen war in der Jugendmannschaft des FC Hauterive, ehe er 2000 zu Neuchâtel Xamax wechselte. Im Sommer 2005 holte ihn der damalige Trainer des FC Zürich, Lucien Favre, nach Zürich. In seiner ersten Saison beim FCZ absolvierte von Bergen 36 Spiele und trug somit zum ersten Titelgewinn seit 1981 bei. In der Folgesaison wurde die Meisterschaft verteidigt. Als Favre im Sommer 2007 nach Berlin zu Hertha BSC in die Bundesliga wechselte, nahm er den Innenverteidiger mit. Sein Debüt in Deutschlands höchster Spielklasse gab von Bergen am 2. Spieltag gegen Arminia Bielefeld. Im ersten Jahr belegte er mit den Hauptstädtern den 10. Platz in der Bundesliga. Dabei qualifizierte sich das Team über die Fair-Play-Wertung für den UEFA-Cup. Nach dem Abstieg in der Saison 2009/10 verliess er Berlin und war zunächst einen Monat ohne Verein, ehe er am 4. August einen auf zwei Jahre befristeten Vertrag bei der italienischen AC Cesena unterzeichnete.
Zur Saison 2012/13 wechselte von Bergen zunächst zum CFC Genua, wurde jedoch bereits im August 2012 zu US Palermo weitertransferiert. Ein Jahr später gab von Bergen bekannt, dass er einen Fünfjahresvertrag bei den Berner Young Boys unterzeichnet habe.
Von Bergen absolvierte 184 Spiele bei den Young Boys, zuletzt meist als Captain, und erzielte im letzten Spiel seiner Karriere am 25. Mai 2019 beim 4:0-Sieg gegen den FC Luzern sein einziges Tor. 2019 beendete er seine aktive Karriere und war danach im YB-Nachwuchs tätig. Nachdem sich YB von Cheftrainer David Wagner getrennt hatte, sprang er als Assistenztrainer von Mario Vanetta interimistisch für die letzten elf Meisterschaftsspiele ein. Seit Mai 2022 ist er Sportchef des BSC Young Boys. Sein Vorgänger Christoph Spycher wurde Mitglied der Geschäftsleitung und Delegierter Sport des Verwaltungsrats.

### Nationalmannschaft
Sein Debüt in der Nationalmannschaft feierte von Bergen am 6. September 2006 beim 2:0-Sieg gegen Costa Rica. Von da an war er ständiges Mitglied der Mannschaft und wurde in das vorläufige Kader zur Europameisterschaft 2008 in der Schweiz und Österreich nominiert. Bei der Vorbereitung auf dieses Turnier brach er sich allerdings die Hand und musste die Teilnahme absagen. Nach der EM kam von Bergen erneut zu Einsätzen für die «Nati» (insgesamt neun) und wurde schliesslich ins Kader für die Weltmeisterschaft 2010 berufen. Nachdem sich Stammspieler Philippe Senderos im Eröffnungsspiel gegen Spanien in der 23. Minute verletzt hatte, wurde von Bergen zum ersten Mal in seiner Nationalmannschafts-Karriere bei einem grossen Turnier eingesetzt und feierte schliesslich mit der Schweiz einen historischen Sieg (1:0). Nachdem in den folgenden zwei Partien gegen Chile und Honduras kein Sieg gelungen war, schied die Schweiz jedoch frühzeitig aus dem Turnier aus. Bei der Weltmeisterschaft 2014 wurde er beim Spiel gegen Frankreich von einem Fuss des Gegenspielers schwer verletzt und ausgewechselt. Er erlitt eine Gesichtsfraktur und konnte das Turnier nicht mehr weiterspielen.
Bei der Fussball-Europameisterschaft 2016 in Frankreich wurde er in das Aufgebot der Schweiz aufgenommen. Im Turnier wurde er jedoch nicht eingesetzt und trat danach aus der Nationalmannschaft zurück.
Von Bergen absolvierte zwischen 2006 und 2016 50 Länderspiele für die Schweizer Nationalmannschaft.

## Titel und Erfolge
FC Zürich
- Schweizer Meister 2006 und 2007

BSC Young Boys
- Schweizer Meister 2018 und 2019